# جون باهكال
د.جون باهكال (بالإنجليزية: John N. Bahcall)‏ (بالإنجليزية:) uhهو عالم فيزيائي أمريكي ولد في 30 ديسمبر 1934 وتوفي في 17 أغسطس 2005 ـ اشتهر بمجهوده العلمي فيما يسمى مشكلة نيوترينو الشمس، وتطوير تلسكوب هابل الفضائي، وكذلك إدارته وتطوير معهد الدراسات المتقدمة في برنستون نيو جيرسي.

## نشأته
ولد باهكال في مدينة شريفبورت بلويزيانا، ولم يدرس العلوم في المدرية الثانوية وكان بطل في لعب التنس. وبدأ دراسته الجامعية في جامعة ولاية لويزيانا بدراسة الفلسفة، وفكر في يكون رابينا للديانة اليهودية. ثم انتقل إلى جامعة كاليفورنيا في بيركلي وواصل دراسة الفلسفة. وكانت دراسته للفيزياء بطريقة إلزامية تستلزمها دراسته الجامعية.
تزوج وأنجب ابنة وولدين، وتوفي في نيويورك عام 2005 بسبب إصابته بمرض نادر في الدم .

## مسيرته العلمية
حصل على بكالوريا العلوم من جامعة بيركلي عام 1956 وحصل على درجة الماجستير عام 1957 من جامعة شيكاغو، ثم الدكتوراه من جامعة هارفارد عام 1961. وأصبح من العاملين في جامعة إنديانا وعمل في كلية كاليفورنيا للتكنولوجيا من 1962 حتى 1970 وكان يعمل مع ريشارد فايمان وموري جيل-مان ووليام فولار .
وعُيّن أستاذا في كلية الدراسات المتقدمة في برينستون عام 1971. وانتخب عام 1976 رئيسا لجمعية الفلكيين الأمريكيين كما انتخب قبل وفاته رئسا لجمعية الفيزيائيين الأمريكيين.
ويشتهر عمل باهكال بانشائه النوذج الأساسي للشمس. وبتتبع خلال حياته مشكلة نيوترينو الشمس وعمل سويا في هذا المجال مع ريموند ديفيس. قام مع ديفيز بإجراء تجربة هومستاك حيث قاما ببناء عدّادا نيوترينو في منجم للذهب تحت الأرض .
وكان عد النيوترينو أقل من العدد الذي حسبه باهكال نظريا، واستمر عدم التوافق هذا بين ما تحسبه النظرية وما تأتي به القياسات العملية محط انشغال الفيزيائيين في كل مكان لمدة نحو 30 سنة.
وقد مُنحت جائزة نوبل للفيزياء إلى ريموند ديفيس بالاشتراك مع ماساتوشي كوشيبا عام 2002، عن إنجازاتهم في مشاهدة نيوترينوات الشمس، التي وضع باهكال الأسس النظرية لحسابها. كما اشترك باهكال في دفع الأبحاث الفلكية إلى الأمام، وقام بنشر نحو 600 بحث وكذلك 5 كتب في مجال علم الفلك.

## اقرأ أيضا
- تجربة هومستاك
- تذبذب النيوترينو
- نيوترينو
- مشكلة نيوترينو الشمس